# Gmach główny Uniwersytetu Wrocławskiego
Gmach główny Uniwersytetu Wrocławskiego – zabytkowy budynek administracyjny Uniwersytetu Wrocławskiego.
Kamień węgielny pod budowę uniwersytetu  położono 6 grudnia 1728 w miejscu zburzonego dużo wcześniej średniowiecznego zamku piastowskiego przy obecnym placu Uniwersyteckim. Zgoda na utworzenie jezuickiej uczelni (Akademii Leopoldyńskiej), budowę nowego gmachu oraz pierwsze środki finansowe pochodziły od cesarza Leopolda I, a dalsza budowa finansowana była przez jego następców. Pierwotny projekt zakładał powstanie barokowego budynku długości ponad 200 metrów z 3 wieżami. Z planowanych wież powstała tylko niższa, tzw. Wieża Matematyczna, natomiast jej bliźniaczej odpowiedniczki oraz najwyższej wieży centralnej nie wybudowano z powodu kłopotów finansowych wynikłych po wybuchu wojny siedmioletniej. Również sam korpus ostatecznie pozostał ukończony tylko w około 2/3 (nie ukończono części wschodniego skrzydła) i ma długość 171 m.  Gmach bywa nazywany Collegium Maximum.
Skrzydło zachodnie budynku w stanie surowym ukończono w 1730, a skrzydło wschodnie i wieżę matematyczną wzniesiono w latach 1734–1737, w 1737 ukończono także łącznik między gmachem uczelni a kościołem uniwersyteckim. Prace zdobnicze wnętrz rozpoczęto w 1732 i prowadzono aż do 1739. Najwcześniej rozpoczęto zdobienia skrzydła zachodniego, które było zaplanowane jako siedziba głównych reprezentacyjnych i wykładowych pomieszczeń uczelni. Natomiast wystrój skrzydła wschodniego był znacznie skromniejszy, gdyż przeznaczone było ono na cele dla zakonników, refektarz, bibliotekę. Dwa ostatnie obiekty nie zostały wybudowane.
W skrzydle zachodnim powstał ciąg reprezentacyjnych sal i audytoriów o bardzo bogatym wystroju barokowym, w tym Auditorium Comicum (sala teatralna; przebudowana na początku XX w.), Oratorium Muzyczne (częściowo zniszczone w 1945, restaurowane na przełomie XX i XXI wieku) oraz prawie niezmieniona do dziś Aula Leopoldina oraz paradna klatka schodowa. Bogatym wnętrzom towarzyszyły równie reprezentacyjne, zachowane do dziś fasady oraz główny portal wejściowy z nadległym balkonem na pierwszym piętrze.
Zachowała się też ozdobna brama wschodnia oraz dawna apteka z barokowym freskiem i bogatą sztukaterią.
We wschodnim skrzydle przetrwała także kuta, zabytkowa krata ozdobna zamykająca część pierwszego piętra.

## Galeria

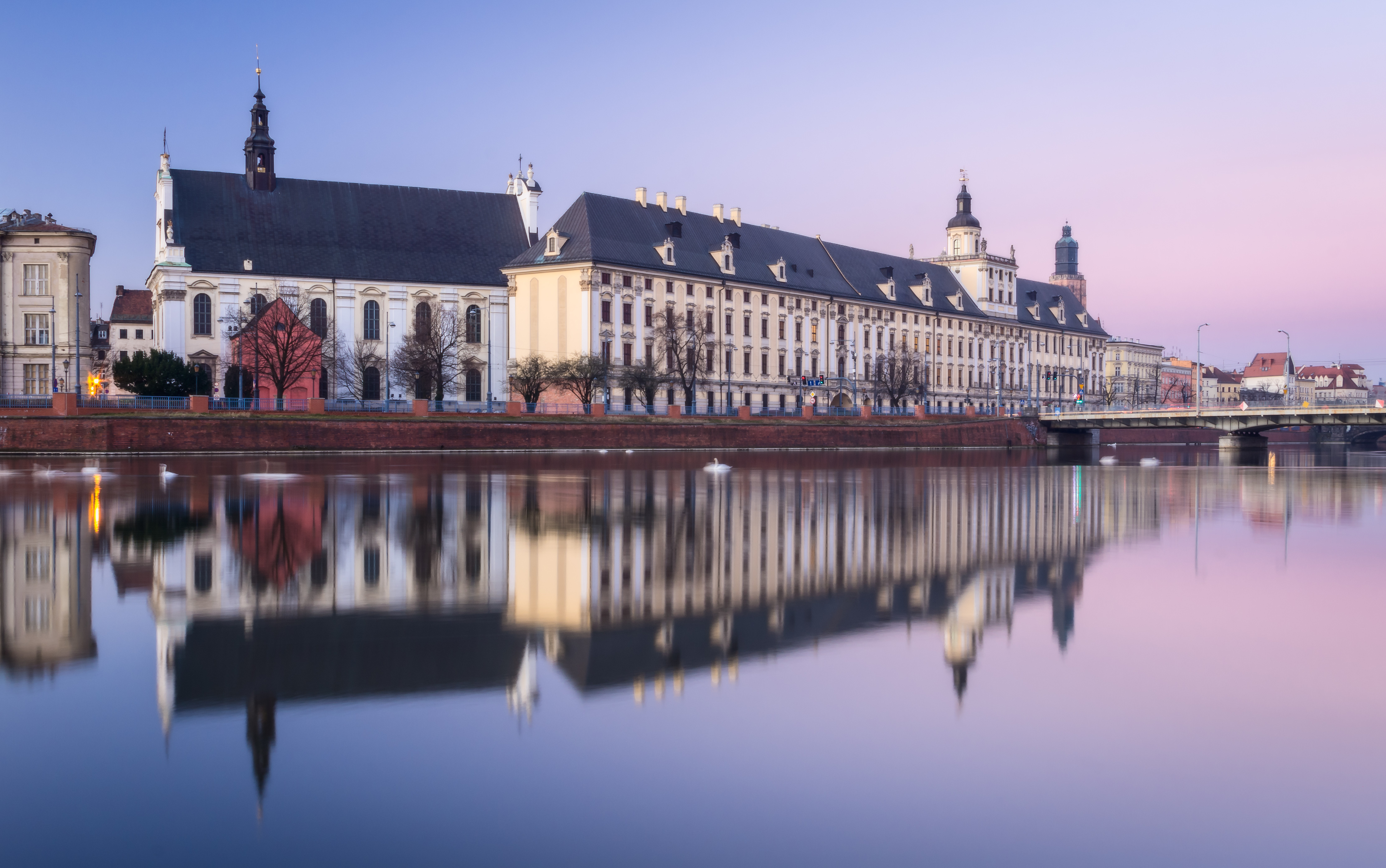
Uniwersytet Wrocławski
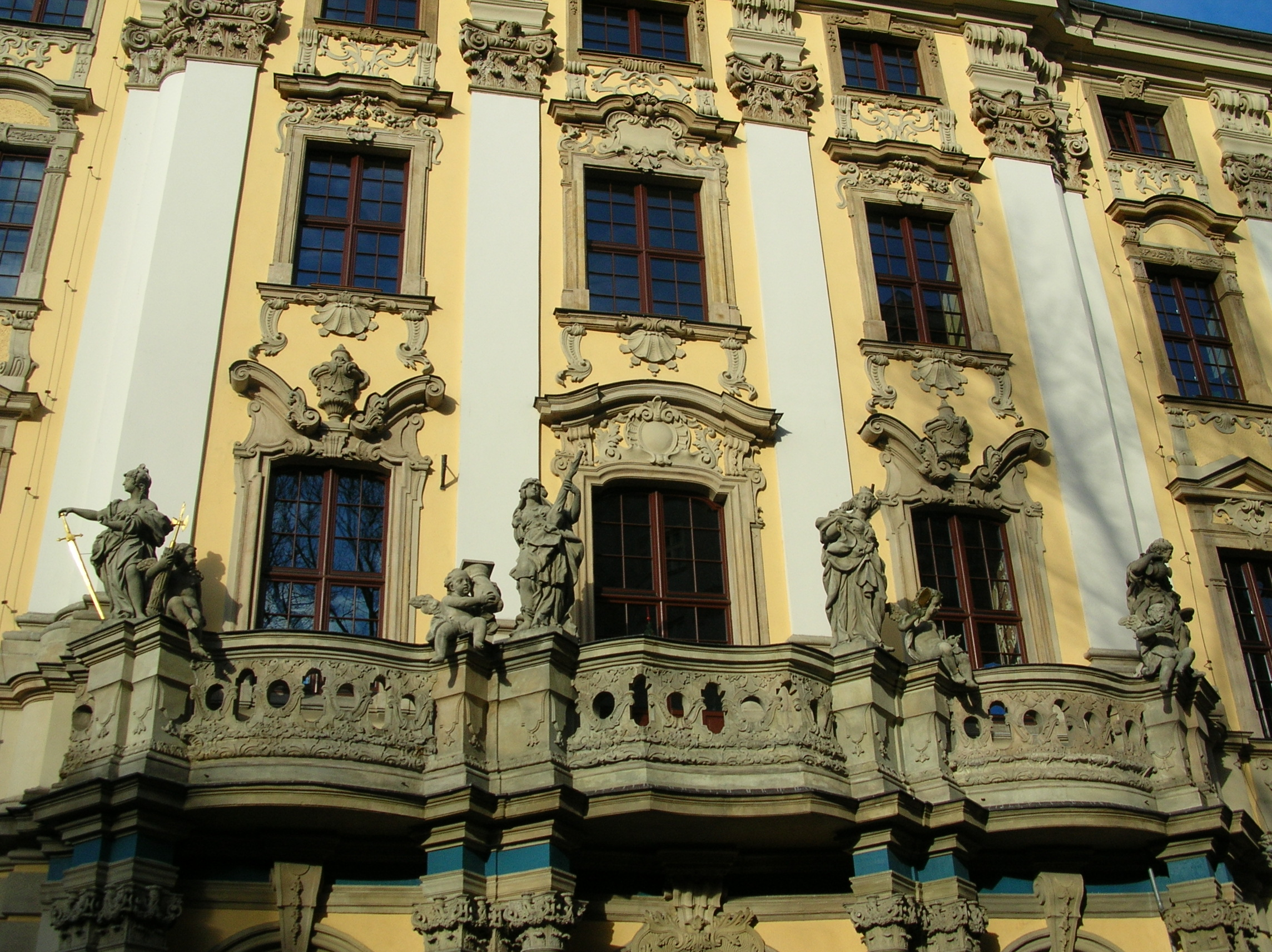
Balkon z rzeźbami Siegwitza
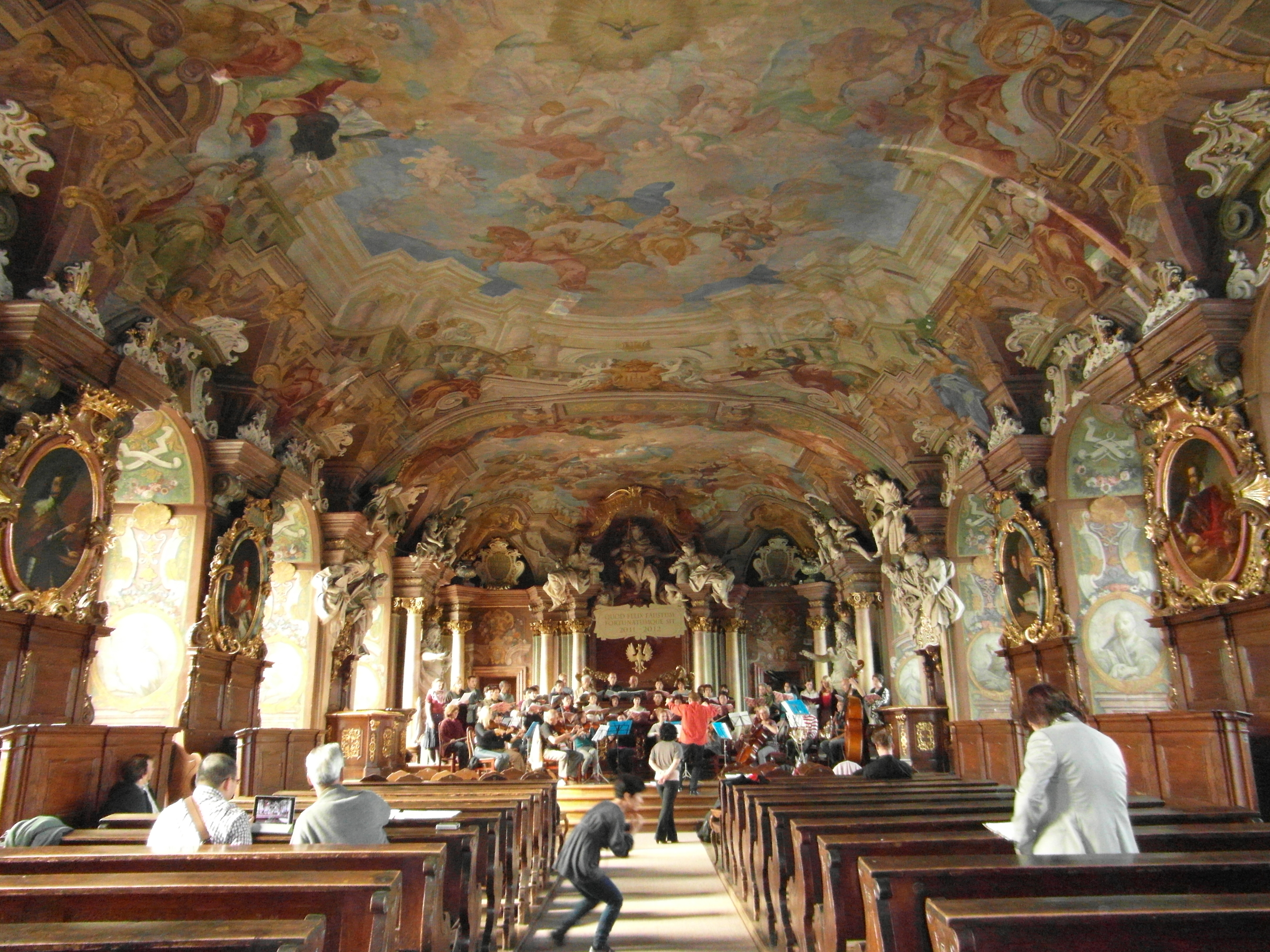
Aula Leopoldina
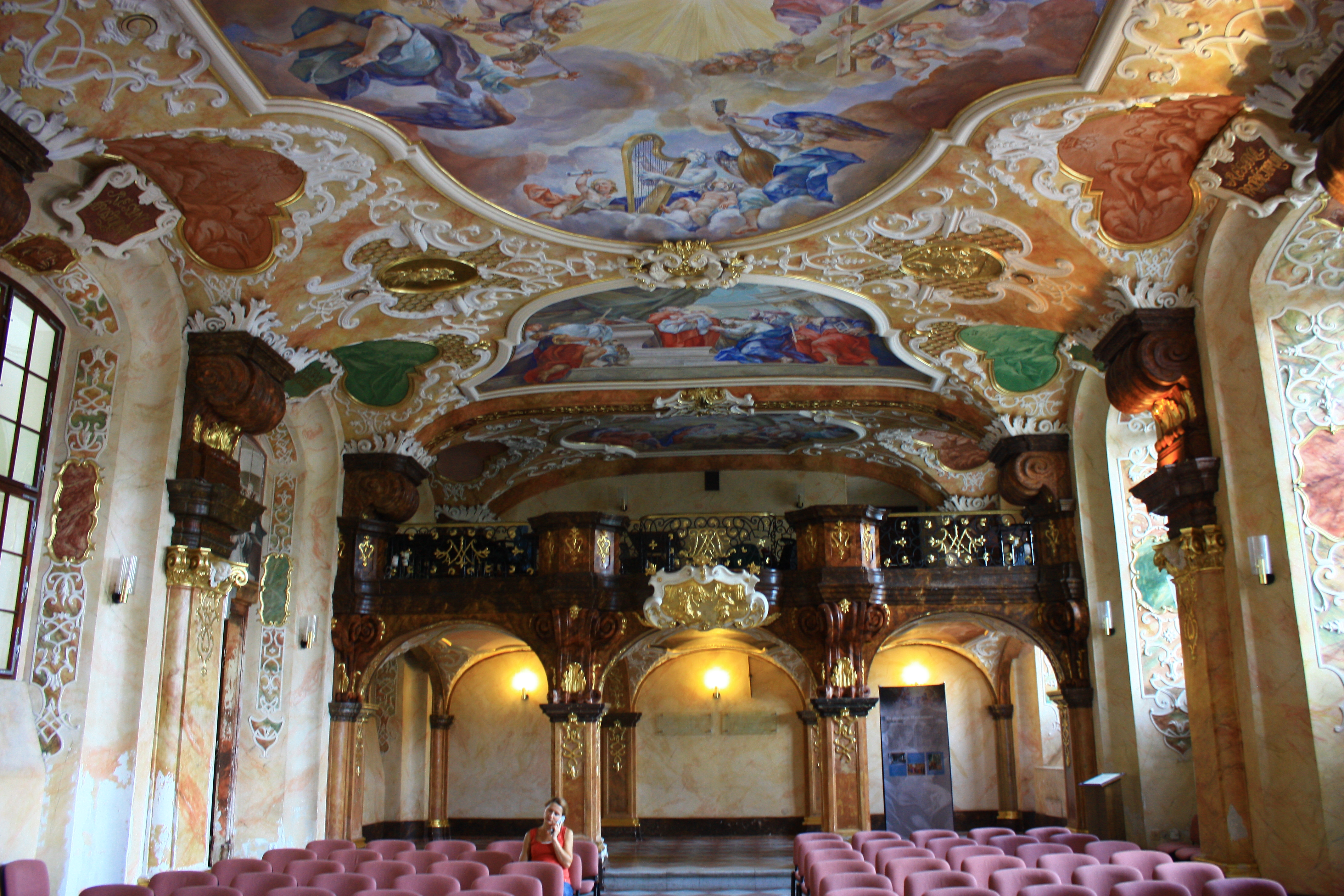
Oratorium Marianum
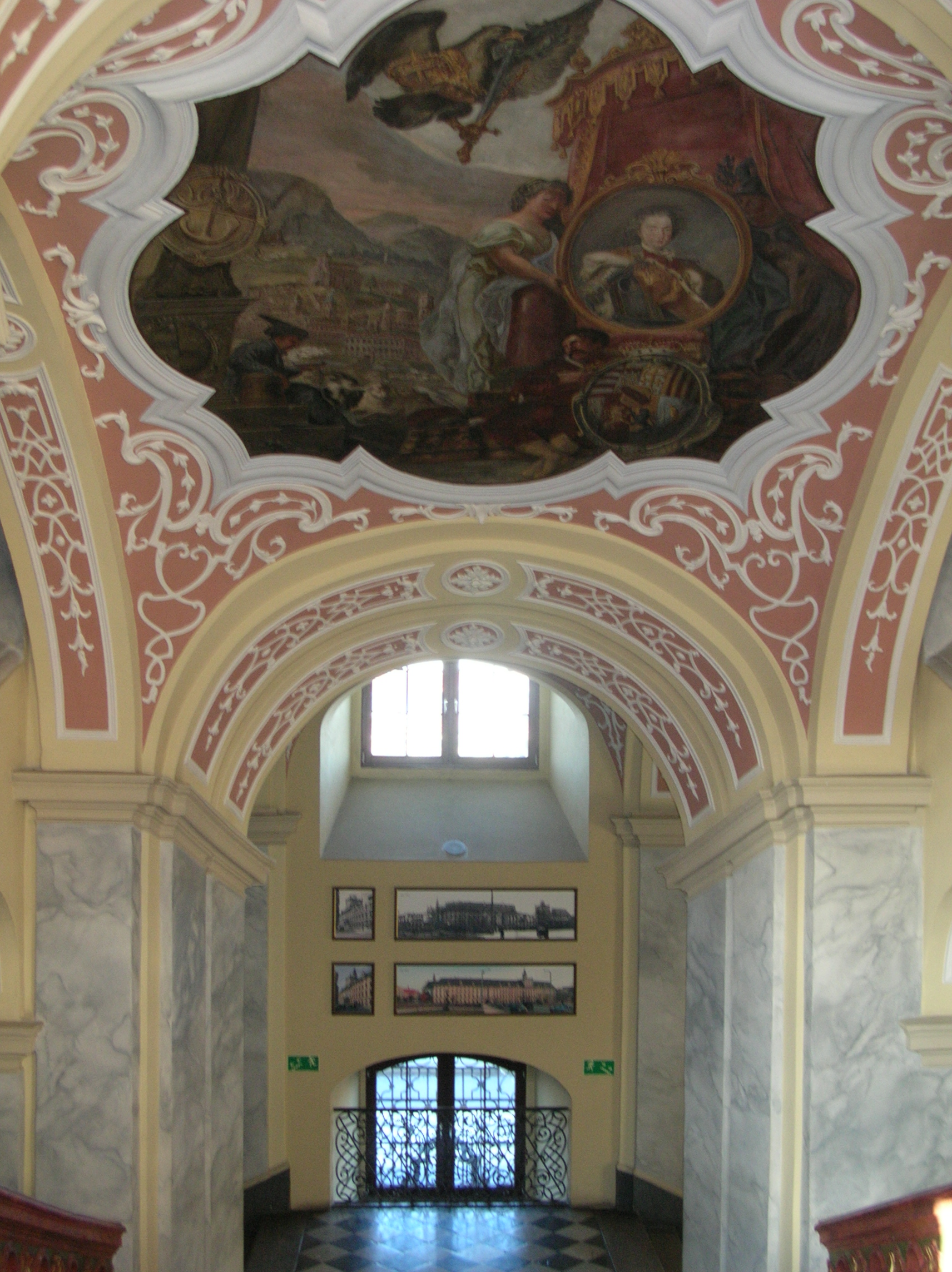
Reprezentacyjna klatka schodowa
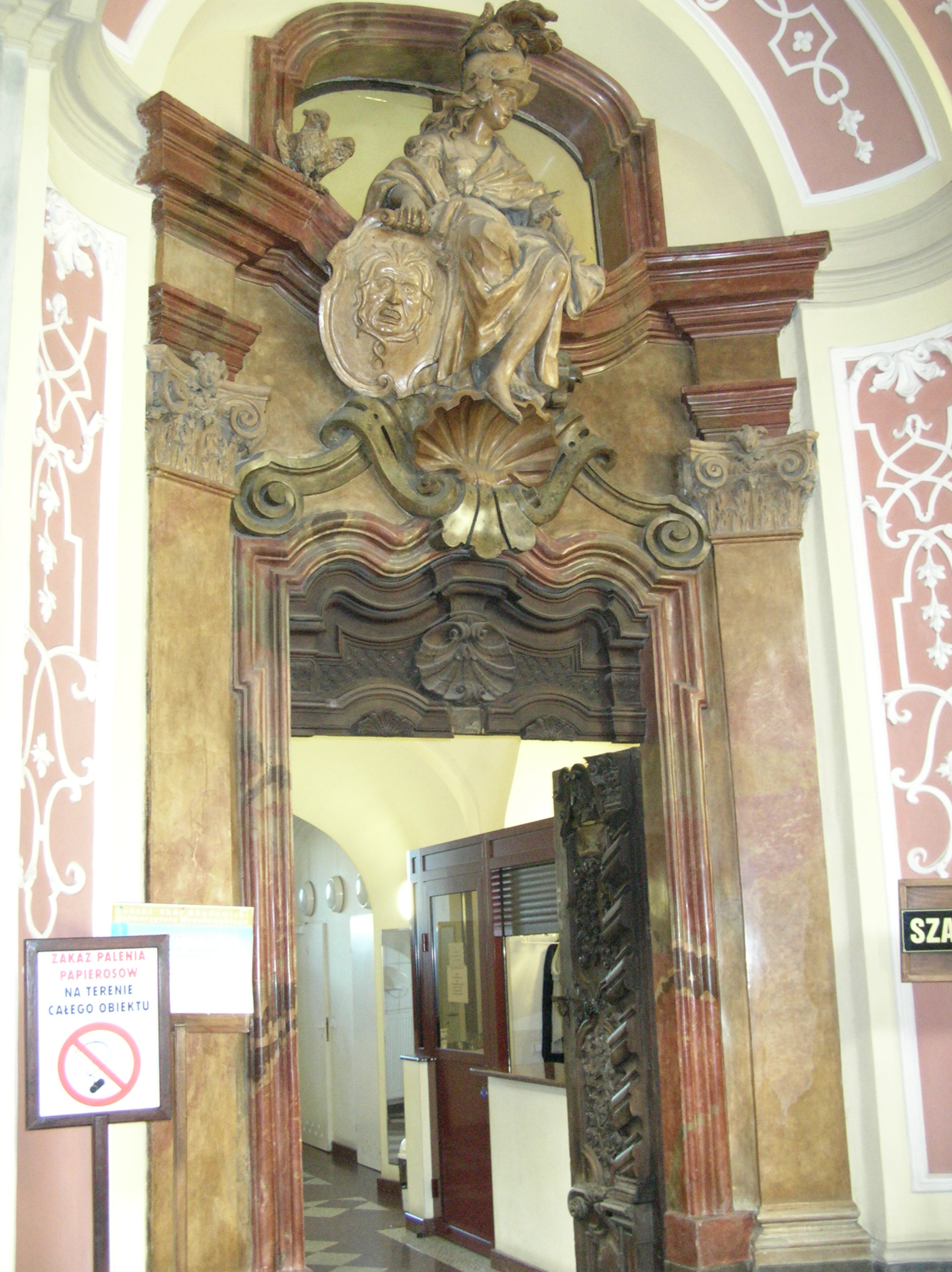
Wejście główne, wnętrze
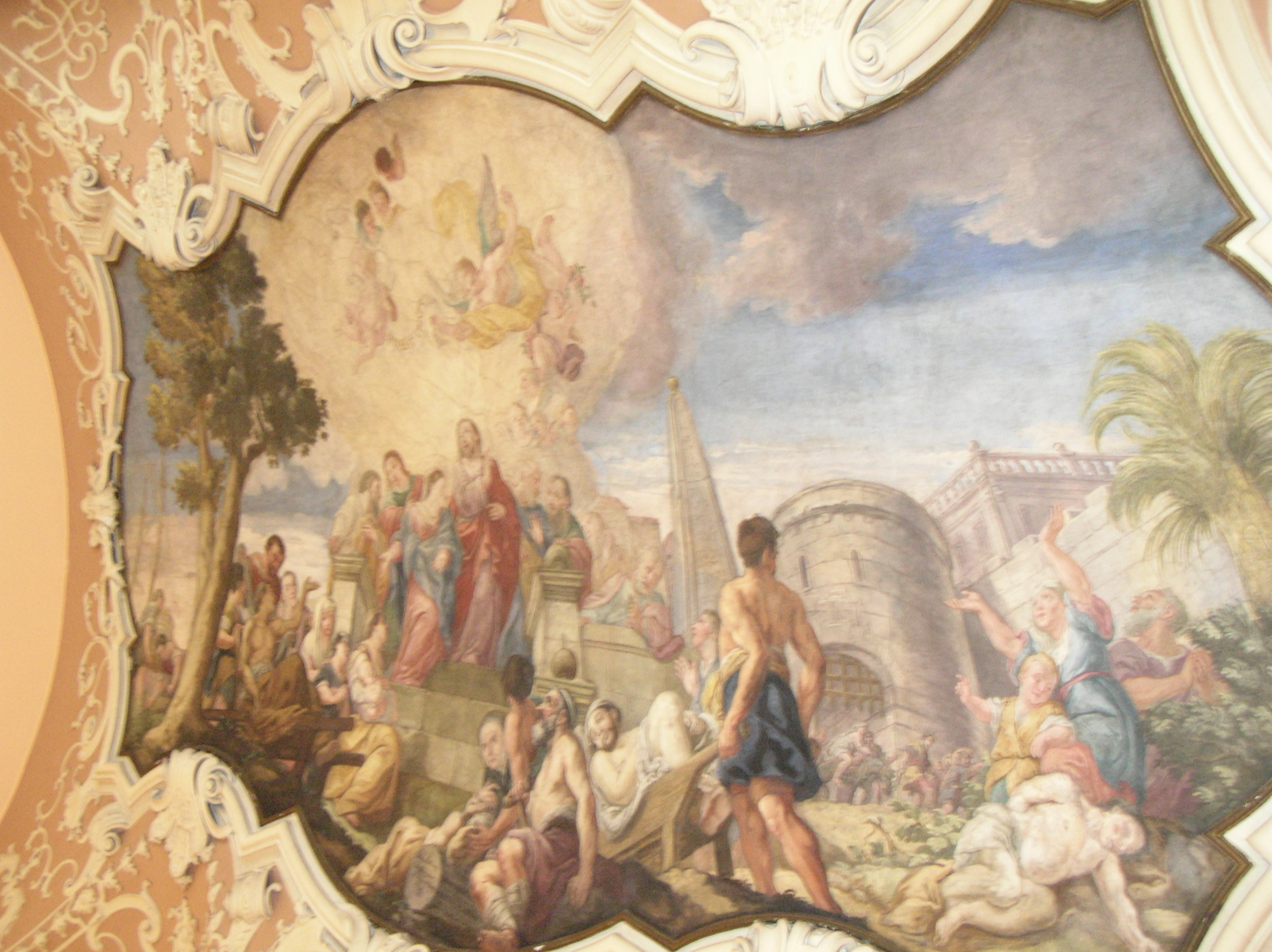
Fresk i stiuki sufitu apteki klasztornej
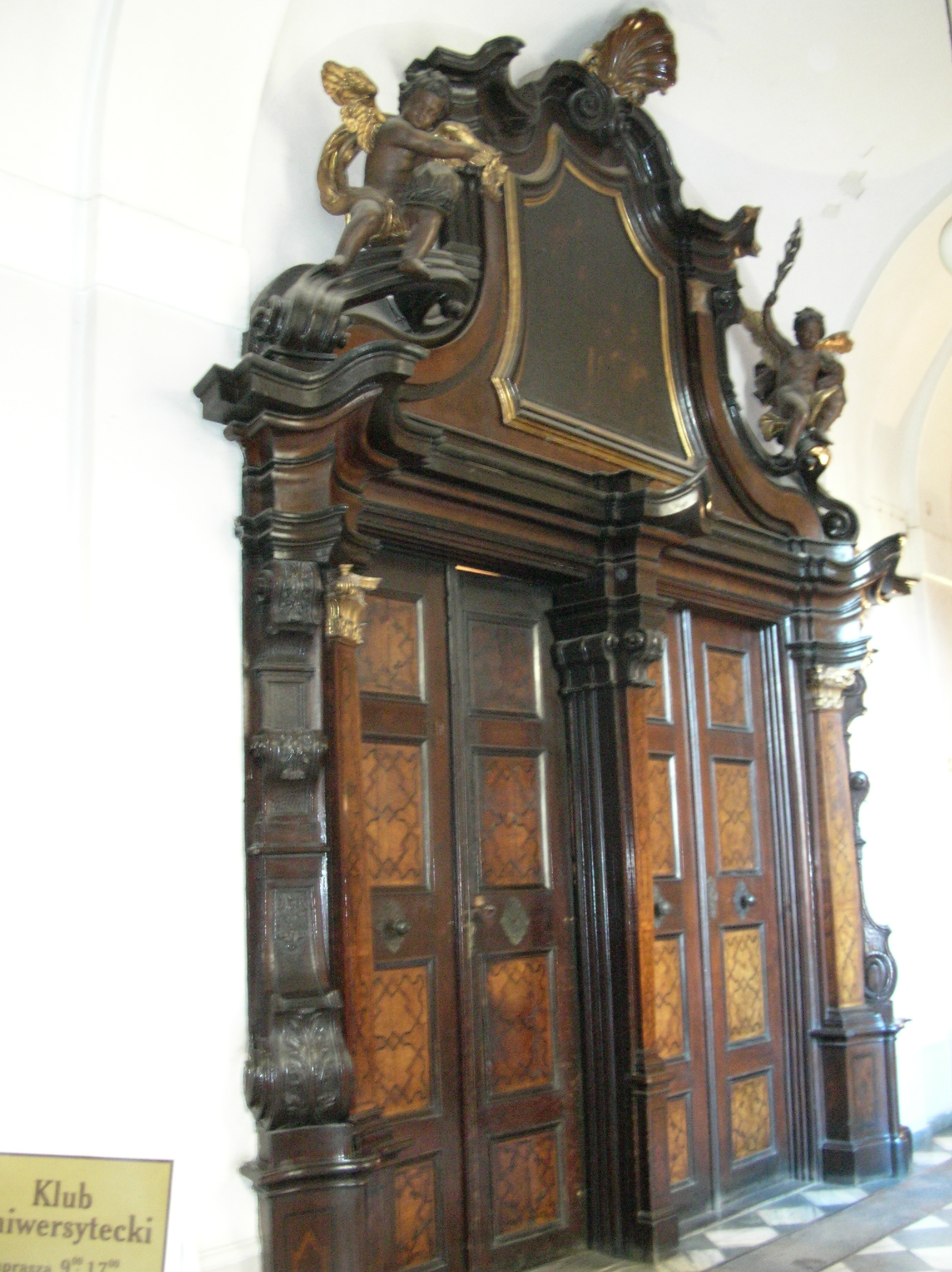
Drewniany portal do apteki
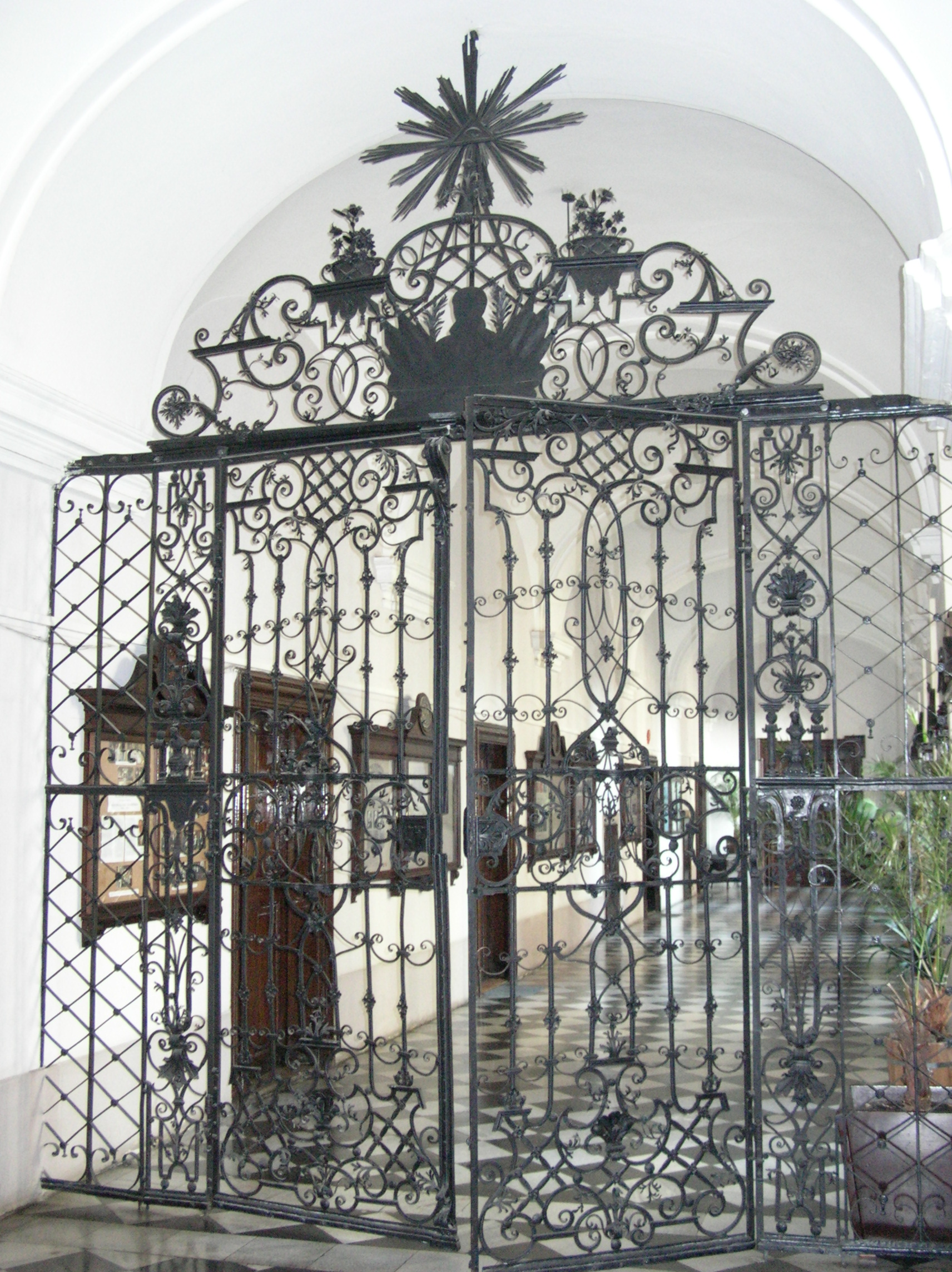
Kuta krata we wnętrzu uczelni
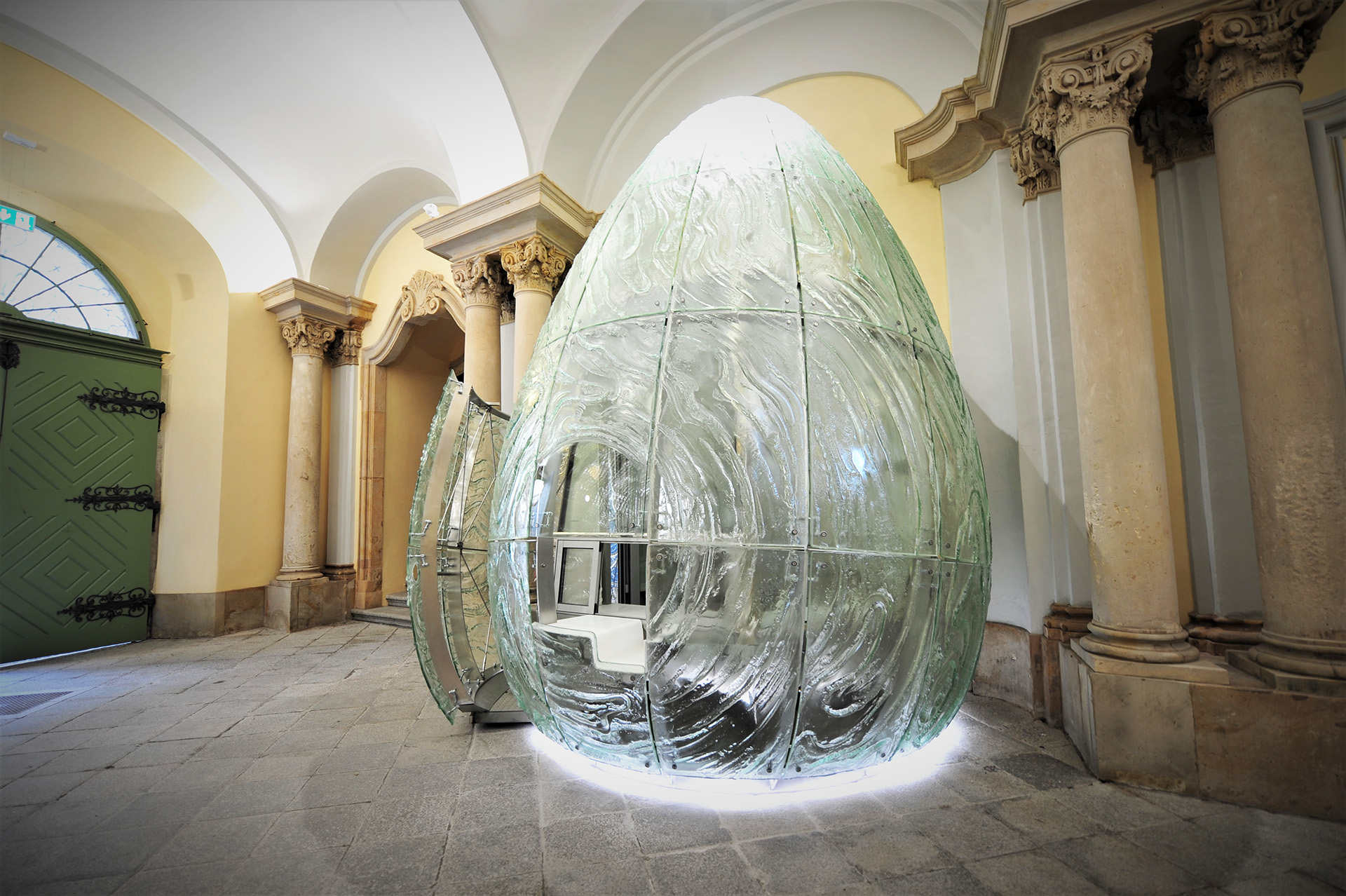
Portiernia ze szkła artystycznego
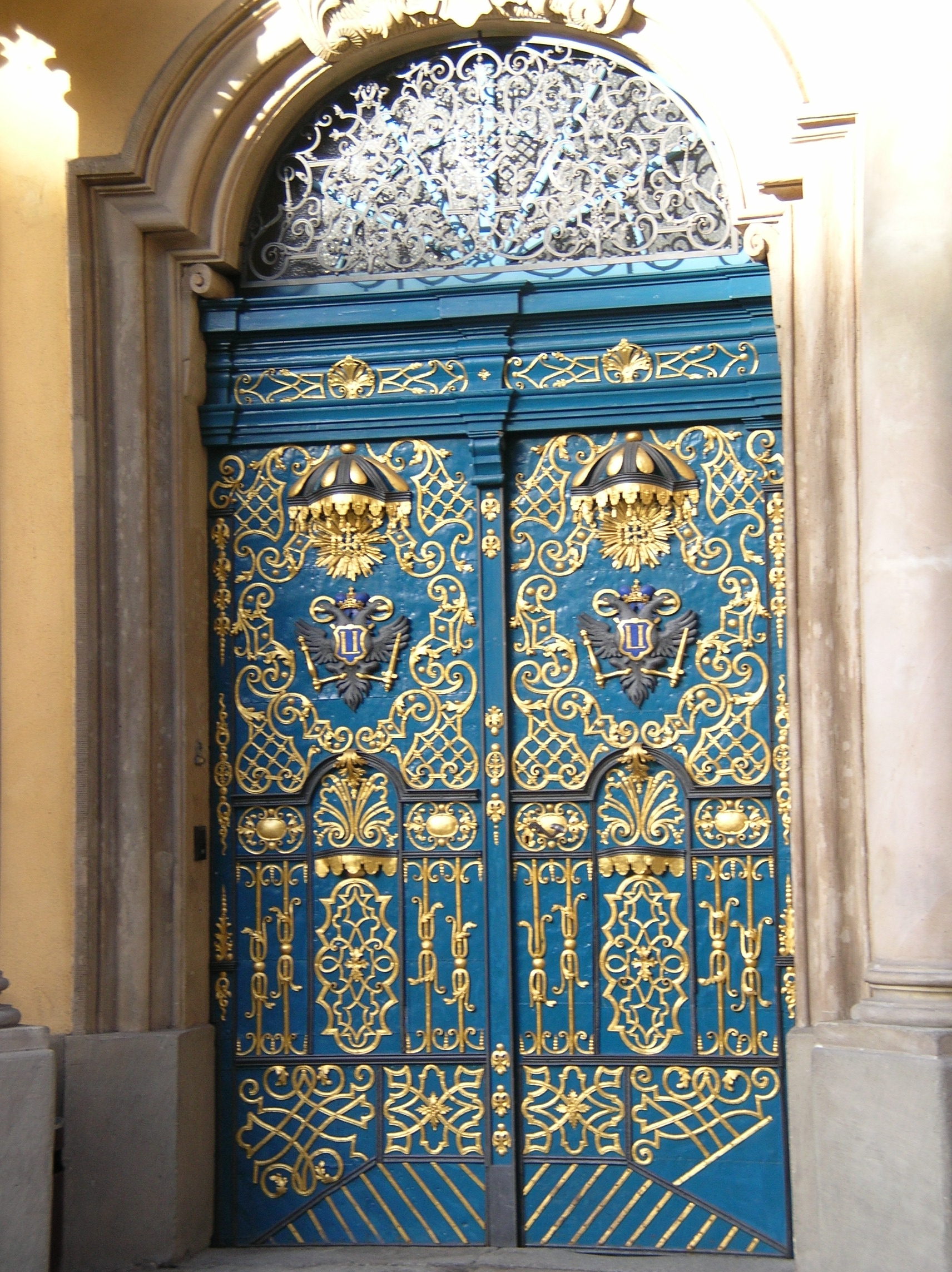
Drzwi z herbami
Herb Św. Cesarstwa Rzymskiego (rodzaj)